# Mai 1833

## Événements
- Armistice entre les Pays-Bas et la Belgique. Les parties s'entendent sur un maintien du statu quo.
- Un complot fomenté par le mouvement Jeune Italie est découvert au Piémont et Charles-Albert de Sardaigne fait fusiller ou torturer les personnes compromises.

- 2 mai, France : rupture officielle entre Lacordaire et Lamennais.

- 5 mai, France : ordonnance désignant le Mont-Saint-Michel comme lieu d’exercice de la déportation.

- 10 mai, France : à la forteresse de Blaye où elle est incarcérée, la duchesse de Berry accouche d’une fille qu’elle déclare née de son second mari, le comte Hector Lucchesi-Palli.

- 14 mai - 5 juin : premier voyage de Chateaubriand à Prague pour plaider la cause de la duchesse de Berry

- 20 mai, France : grèves dans les mines de charbon d’Anzin.

- 25 mai : constitution au Chili. Elle symbolise l’ordre oligarchique protégeant les privilèges de l’Église catholique ou de l’aristocratie (majorat) tout en instaurant une démocratie de façade. Tous les cinq ans des élections truquées permettent d’entériner la relève au pouvoir. Le régime présidentialiste permet à Diego Portales de consolider l’État central.

- 28 mai : éruption du Vésuve.

## Naissances
- 5 mai :
  - Lazarus Fuchs (mort en 1902), mathématicien allemand.
  - Ferdinand von Richthofen (mort en 1905), géologue allemand.
- 7 mai : Johannes Brahms, compositeur
- 17 mai : Albert Falsan (mort en 1902), géologue français.
- 28 mai : Félix Bracquemond, peintre, graveur et décorateur d'objets d'art français († 27 octobre 1914).

## Décès
- 10 mai : François Andrieux : homme de loi et académicien français.
- 11 mai : Charles-Jean-Marc Lullin (né en 1752), agronome suisse.
- 13 mai : Thomas Monro (né en 1759), collectionneur d'art et mécène britannique
- 25 mai : Joseph-Marie Flouest, peintre et sculpteur français (° 7 décembre 1747).